# Комуністична ностальгія
Коміністична ностальгія, або ностальгія за комунізмом — це ностальгія, проявлена у посткомуністичних країнах Центральної і Східної Європи за буцім уславленим минулим. Конкретні приклади можна спостерігати в Східній Німеччині, Польщі, країни колишнього СРСР, Югославії, Болгарії, Угорщині, Румунії, Чехії, Албанії і Словаччині.

## Причини
Домінік Бартманські стверджує, що після антикомуністичних революцій 1989 року конкретні перспективи розвитку деякий час залишалися неясними, чим виражалися у загальних термінах, таких як «повернення до Європи», «до західних цінностей» тощо. Це призвело до утопічних очікувань щодо капіталізму та демократії. Зіткнувшись із труднощами затяжного перехідного періоду, «післяреволюційний утопізм» породив «післяреволюційне розчарування»

За словами Крістен Р. Годсі, дослідниці посткомуністичної Східної Європи:
«Лише поглянувши, як на повсякденні аспекти життя вплинули великі соціальні, політичні та економічні зміни, ми можемо зрозуміти сенс до відчуття прагнення цього колективно уявного, більш егалітарного минулого. Ніхто не хоче відроджувати тоталітаризм 20-го століття. Але ностальгія за комунізмом стала спільною мовою, за допомогою якої прості чоловіки та жінки висловлюють розчарування недоліками парламентської демократії та неоліберального капіталізму сьогодні».

## Опитування

### Угорщина
Опитування Pew 2010 показало, що 72 % угорців заявили, що більшість людей у їхній країні перебувають у гіршому економічному становищі, ніж при комунізмі. Тільки 8 % сказали, що більшість людей в Угорщині живуть краще, а 16 % відповіли, що все приблизно однаково. Опитування також показало, що 42 % не схвалюють відхід комунізму.

### Словаччина
Опитування 2018 року в Словаччині показало, що 81 % погодилися з тим, що при комунізмі люди більше допомагали один одному, були чуйнішими і ближчими один до одного. 79 % стверджували, що за соціалізму люди жили в безпечнішому середовищі і що насильницькі злочини траплялися рідше. Ще 77 % стверджували, що за планової економіки корисної роботи вистачало усім і тому було безробіття не існувало.

### Румунія
Опитування 2014 року показало, що 44 % респондентів вважають, що за комунізму умови життя були кращими. Опитування 2010 року, проведене Румунським інститутом оцінки та стратегії, дало аналогічні результати. Серед 1460 респондентів 54 % стверджували, що за комунізму рівень життя був краще, а 16 % — гірше.